# Seksbioscoop
Een seksbioscoop is een bioscoop, waar uitsluitend pornofilms worden vertoond.
Er zijn in Nederland ongeveer 60 seksbioscopen.
Dat voor pornofilms aparte bioscopen bestaan heeft te maken met ongeschreven regels over seksuele handelingen van bezoekers, en met een eventueel benodigde speciale gemeentelijke vergunning. Seksbioscopen kunnen beschikken over een hetero en gay zaal, een darkroom, een wand met gloryholes en videocabines.

## Nederland
Voor een seksbioscoop is volgens veel APV's een speciale vergunning nodig. Klanten onder de 16 jaar mogen in Nederland niet toegelaten worden:
- Artikel 240a Sr stelt degene strafbaar die een afbeelding waarvan de vertoning schadelijk is te achten voor personen beneden de leeftijd van zestien jaar vertoont aan een minderjarige van wie hij weet of redelijkerwijs moet vermoeden dat deze jonger is dan zestien jaar.

De gemeente schrijft soms een minimumleeftijd van 18 jaar voor.
De minimumleeftijd van de pornoacteurs is in Nederland 18 jaar:
- Artikel 240b Sr stelt de exploitant strafbaar in geval van een afbeelding van een seksuele gedraging waarbij iemand die kennelijk de leeftijd van achttien jaar nog niet heeft bereikt, is betrokken of schijnbaar is betrokken.
- Artikel 248c Sr stelt de klant strafbaar die opzettelijk aanwezig is bij het vertonen van afbeeldingen van ontuchtige handelingen door een persoon waarvan hij weet of redelijkerwijs moet vermoeden dat deze de leeftijd van achttien jaren nog niet heeft bereikt, in een daarvoor bestemde gelegenheid.